# Кредит (фінанси)

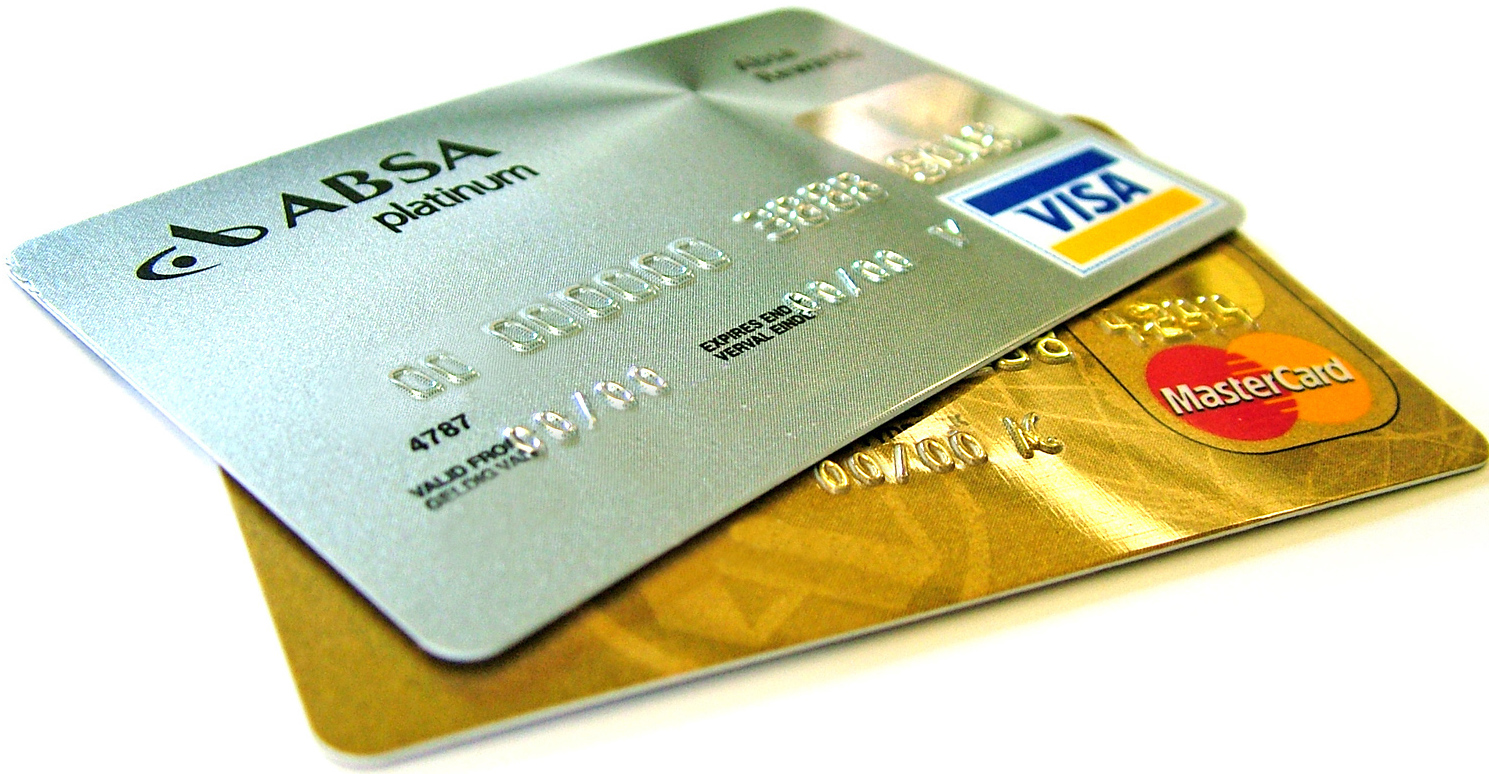
Зразок кредитної картки

Креди́т — кошти й матеріальні цінності, що надаються кредитором у користування позичальнику на певний строк та під відсоток. Кредит поділяють на фінансовий, товарний і кредит під цінні папери, які засвідчують відносини позики.
Людвіг фон Мізес один з основоположників Австрійської школи економіки  в своїй книзі Теорія грошей та кредиту писав "кредитні операції насправді є нічим іншим, як обміном теперішніх товарів на майбутні".

## Принципи кредитування
1. Поверненість позиченої вартості — повернення позичальником кредитору всього обсягу позиченої вартості.
2. Строковість позики — чітко обумовлено термін користування позикою.
3. Платність — позичальник платить кредитору за користування взятою в борг вартістю. Формою плати є відсоток за кредитом.
4. Цільове призначення позики — базова передумова забезпечення інтересів сторін. Позичальник чітко визначає ціль, на яку будуть позичені кошти. Вона погоджується обома сторонами, які вступають у кредитні відносини.
5. Забезпеченість — заходи, що гарантують повернення позички у визначений строк. Як забезпечення може виступати майно, капітал, авторські права тощо.

## Різновиди
- Міжнародний кредит — форма руху позикового капіталу у сфері міжнародних економічних відносин, де кредиторами і позичальниками виступають суб'єкти різних країн.
- Банківський кредит — надання банком у тимчасове користування частини власного або залученого капіталу — здійснюється у формі видачі позик, обліку векселів та ін.
- Брокерський кредит — позички, які отримують брокери в банках або інших брокерів (брокерських фірмах) для різних цілей
- Комерційний кредит — надання кредиту як авансу, попередньої оплати, відстрочення або розстрочення оплати товарів, робіт або послуг (комерційний кредит), якщо інше не встановлено законом.
- Товарний кредит — товари, що передаються резидентом або нерезидентом у власність юридичним чи фізичним особам на умовах угоди, що передбачає відстрочення кінцевого розрахунку на визначений строк та під відсоток. оскільки передбачає передання права власності на товари (результати робіт, послуг) покупцю (замовнику) в момент підписання договору або в момент фізичного отримання товарів (робіт, послуг) таким покупцем (замовником), незалежно від часу погашення заборгованості. Товарний кредит надається під боргове зобов'язання (вексель) або шляхом відкриття рахунку за заборгованістю. Товарний кредит сприяє пришвидшенню реалізації товарів і збільшенню швидкості обороту капіталу.
- Бланковий кредит — кредит, що не має спеціального забезпечення конкретними цінностями, а видається під зобов'язання боржника погасити кредит у встановлений термін або при настанні певних умов (наприклад, після прибуття товару в порт призначення).
- Овердрафт — короткостроковий кредит, що надається банком у випадку перевищення суми операцій над залишком на рахунку. Відрізняється від звичайного кредиту тим, що на погашення заборгованості направляється вся сума, що надходить на рахунок клієнта.
- Акцептне фінансування — спосіб кредиту, коли фінансування комерційних операцій, передбачених договором, здійснюється через банки чи спеціалізовані фінансові фірми шляхом надання постачальнику (продавцеві), експортеру чи покупцеві (виконавцю робіт) або імпортеру раніше обумовленої суми кредиту для авансового фінансування закупок або продажу товарів. При акцептному фінансуванні позичальник надає банку (фінансовій фірмі) як гарантії в заклад товарну накладну чи відповідний товарний документ-рахунок, що підтверджує факт відправки вантажу, під який видано кредит.
- Авальний кредит — кредит банку, що надається клієнтові для забезпечення його гарантійних зобов'язань. Призначення авального кредиту — покрити зобов'язання клієнта, якщо він фінансово неспроможний виконати їх самостійно.
- Кредитний дефолтний своп — угода, згідно з якою «Покупець» робить разові або регулярні внески (сплачує премію за кредитний ризик) «Емітентові», який бере на себе зобов'язання погасити виданий «Покупцем» кредит третій стороні у разі неможливості погашення кредиту боржником (дефолт третьої сторони).
- Іпотечний кредит — кредит під заставу нерухомого майна, землі.
- Споживчий кредит — кошти, що надаються кредитором (банком або іншою фінансовою установою) споживачеві за цільовим призначенням. Це може бути кредит на житло, автокредит, розстрочка на придбання побутових товарів. Споживчі кредити можуть бути забезпеченими (іпотека, кредит у ломбарді під заставу) або незабезпеченими (експрес-кредит, мікрокредит).
- Державний кредит — грошові відносини, що виникають між державою та юридичними й фізичними особами у зв'язку з мобілізацією тимчасово вільних коштів у розпорядження органів державної влади та їхнім використанням на фінансування державних витрат. Основними формами державного кредиту є позички і казначейські зобов'язання.
- Сезонний кредит — короткостроковий кредит, наданий для покриття експлуатаційних видатків.
- Міжбанківський кредит — кредит одного банку іншому банку
- Зовнішня позика — це кредит, отриманий від іноземних кредиторів (наданий закордонним позичальникам), здійснення якого обумовлено появою кредитних відносин між державами, установами, банками, міжнародними корпораціями.
- Акцéптно-рáмбурсний кред́ит — кредитування зовнішньоторговельних операцій, які здійснюються при посередництві перевідного векселя, виставленого експортером на іноземний банк, вказаний імпортером.
- Комунальний кредит — сукупність економічних відносин між органами місцевого самоврядування, з одного боку та фізичними і юридичними особами з другого, при яких орган місцевого самоврядування виступає частіше позичальником, рідше — кредитором.
- Онлайн кредит — послуга, яку надають кредитодавці, коли можна взяти кредит, не спілкуючись з кредитором наживо, а за допомогою відправки заявки на оформлення кредиту через інтернет.
- Мезонінний кредит
- Субординований кредит
- Соціальний кредит

### Класифікація державних кредитів
1. За правовим оформленням:
- державні кредити, які надаються на основі угод (кредити урядів, міжнародних і фінансових організацій);
- кредити, забезпечені випуском цінних паперів (облігаціями, казначейськими зобов'язаннями).

2. За характером використання цінних паперів:
- ринкові позики;
- неринкові позики;
- спеціальні позики.

3. Залежно від строку погашення
- короткострокові кредити (до 1 року);
- середньострокові кредити (до 3 років);
- довгострокові кредити (понад 3 років).

4. За методом розміщення:
- добровільні державні кредити;
- примусові державні кредити.

5. Залежно від розміщення позик[джерело?]:
- внутрішні — мобілізуються на внутрішньому ринку;
- зовнішні позики — надходять від інших країн.

6. За правом емісії:
- державні позики;
- місцеві позики.